# Mirumar Asadov
 (décembre 2023).
Mirumar Asadov (en ouzbek: Mirumar Asadov; 1927-2010) est un maître de la restauration de monuments architecturaux. Héros de l'Ouzbékistan depuis 1996.

## Biographie
Mirumar Asadov est né le 7 septembre 1927 à Samarcande. Au début de la Seconde Guerre mondiale, un institut d’art fut transféré de Moscou à Samarkand. Selon les souvenirs personnels de Mirumar Asadov, il a acquis ses connaissances et son expérience en matière de dessin et de peinture auprès de spécialistes de Moscou et de sculpture sur bois auprès du célèbre artisan de Boukhara Shirin Murodov. En 1941, il est diplômé de l'École de réparation de monuments de Samarkand.
En 1964, il est diplômé de l'Université d'État tadjike.
En 1947, il participe à la construction du théâtre d'opéra et de ballet Alisher Navoi à Tachkent et à la restauration de nombreux monuments au Tadjikistan. Mirumar Asadov a participé à la rénovation du mausolée Sadriddin Aini et du mausolée Rudaki à Pendjikent au Tadjikistan.
De 1950 à 1955, il participe à la rénovation de la médersa Oulougbek à Samarkand, du mausolée Amir Temur, de la mosquée Bibi-Khanym, de la médersa Tilla-Kari, ainsi que de la médersa Mir Arab à Boukhara, du mausolée Bahoutdin Naqshband, la médersa Yunuskhan à Tachkent et le mausolée Kaldyrgochbi.
Après l'indépendance de l'Ouzbékistan, le premier objet important sur lequel le maître a travaillé fut le mausolée Bahovuddin Naqshbandi, dans la région de Boukhara. Le mausolée, qui a été presque détruit et a perdu son aspect historique, a été réparé conformément à un ordre spécial du gouvernement.
Mirumar Asadov est décédé en 2010.

## Famille
Avec leurs frères Usta Mirusmon et Usta Mir-Said, ils ont élevé une dynastie de maîtres qui ont restauré des monuments historiques.

## Récompenses et titres
- Médaille «Pour un travail distingué» (24 avril 1957)[5]
- Lauréat du Prix d'État d'Ouzbékistan du nom de A. Hamza en 1974
- Héros de l'Ouzbékistan (1996)[1]